# Oligosita curvialata
Oligosita curvialata är en stekelart som beskrevs av Lin 1994. Oligosita curvialata ingår i släktet Oligosita och familjen hårstrimsteklar. Inga underarter finns listade i Catalogue of Life.